# Granvinsvatnet
Granvinsvatnet je jezero v oblasti Granvin v obci Voss v kraji Vestland v Norsku. Na východním břehu jezera stojí kostel Granvin.

## Popis
Jezero o rozloze 4,05 km² se nachází v nadmořské výšce 23 m n. m. severně od obce Eide. Vzniklo přehrazením části fjordu sesuvem půdy na konci poslední doby ledové, kdy mořská hladina klesla o 95–96 m. Fjord Granvinsfjorden zasahoval až k Skjervsfossen (vodopády). Jezero je spojeno s fjordem (Granvinsfjord) tříkilometrovou řekou Granvinelva. Do jezera se na severu vlévá řeka Storelvi, která pramení v nadmořské výšce 250 m u Flatlandsmoen. V mokřadech delty řeky ústící do jezera je přírodní rezervace Granvindeltaet naturreservat o rozloze 313 ha založena v roce 1995.

## Doprava
Norská státní silnice Rv 13 vyúsťuje v tunelu Tunsberg severozápadně od jezera a poté vede do tunelu Joberg podél severní části tohoto jezera (byl otevřen v září 2017). Dále vede podél východního břehu jezera, než vjede do tunelu Vallavik těsně u jihovýchodního cípu jezera.  Podél západní strany jezera vedla stará železnice Hardanger Line. 

## Rybolov
Jezero a řeky jsou důležité pro místní obyvatelstvo, které se živí rybolovem. Hlavní lovnou rybou je losos a mořský pstruh, kteří plavou až 13 km nahoru v řece Storelvi. Nejlepší lovnou sezonou byl považován rok 1974, kdy bylo uloveno 4 538 kg mořských pstruhů. V devadesátých letech 20. století nastal výrazný pokles v lovu ryb.

## Galerie

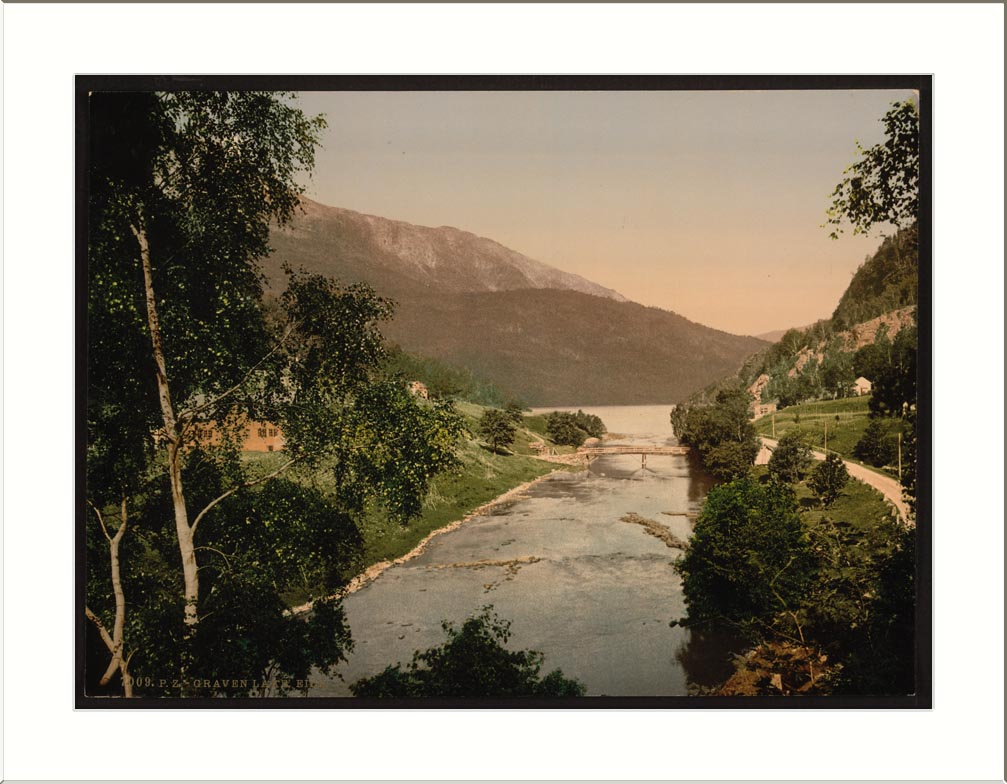
Ústí Gravinelve do fjordu
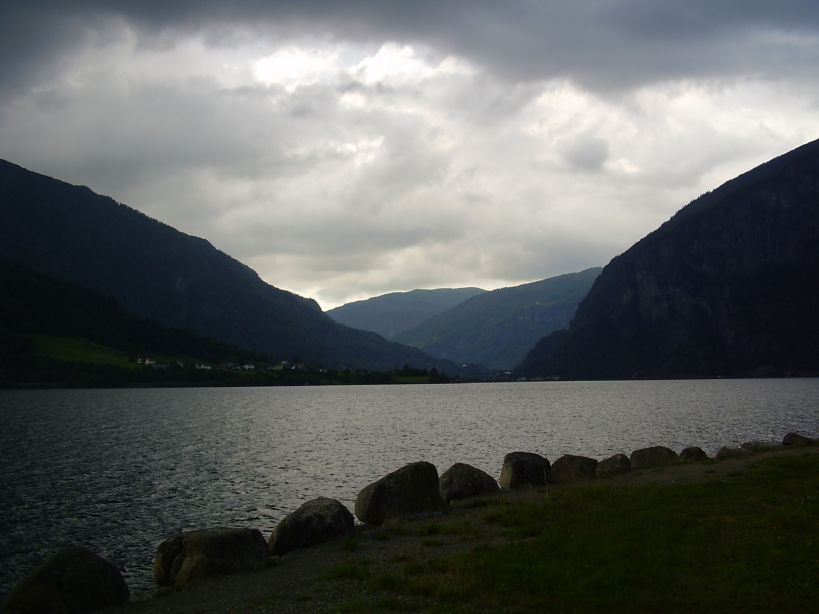
Jezero Granvinsvatnet
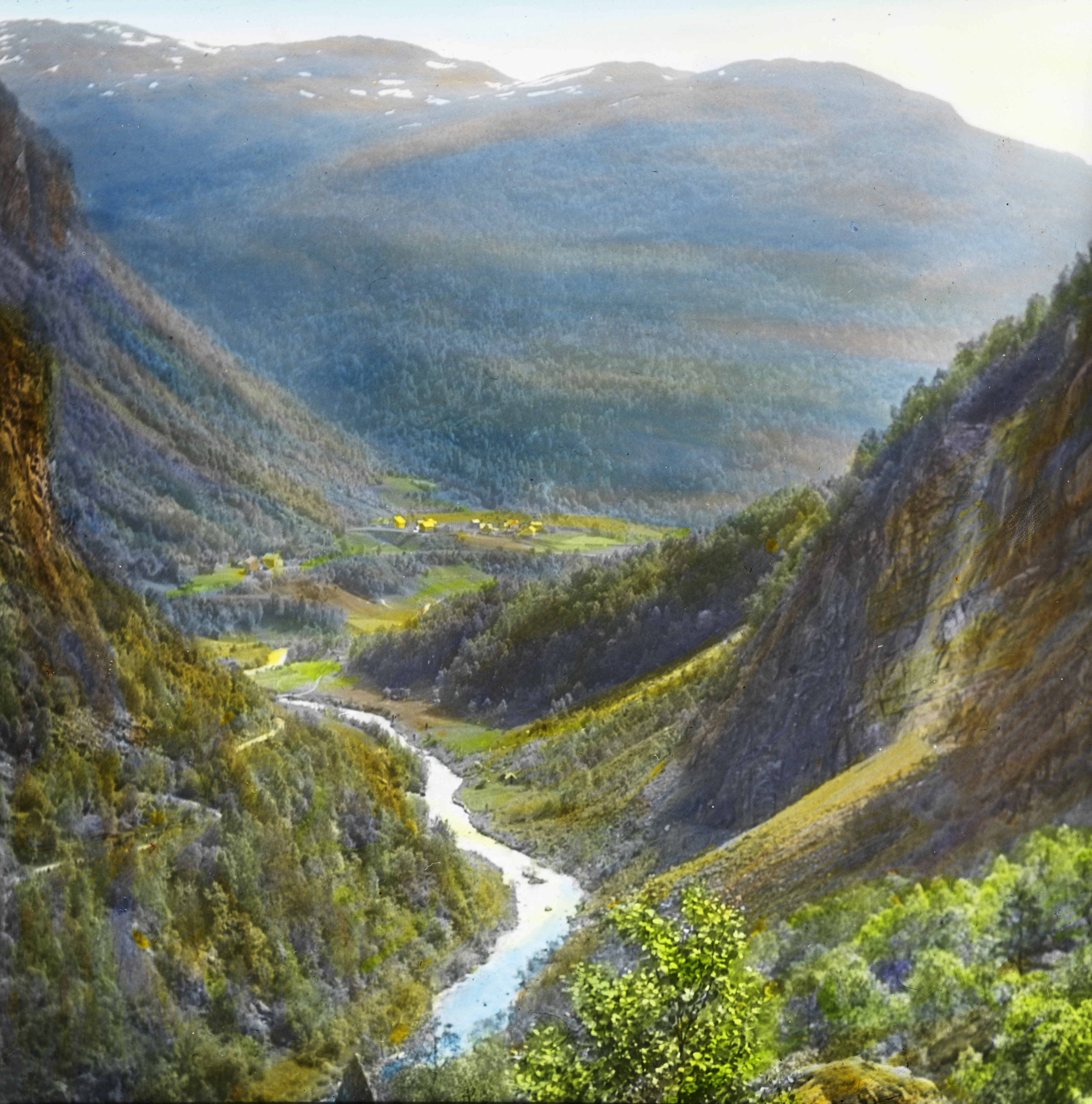
Řeka Storelvi